# FK Mogren
FK Mogren este un club de fotbal din Budva, Muntenegru.

## Titluri
- Prima Ligă Muntenegreană: 2008-2009, (1)

## Lotul actual de jucători (2009-2010)
| Nr. |            | Poziție | Jucător            |
| --- | ---------- | ------- | ------------------ |
| 1   | Muntenegru | P       | Nemanja Popović    |
| 3   | Muntenegru | F       | Luka Pejović       |
| 6   | Muntenegru | F       | Nemanja Janičić    |
| 7   | Muntenegru | A       | Petar Grbić        |
| 8   | Muntenegru | M       | Draško Božović     |
| 9   | Muntenegru | A       | Vladimir Gluščević |
| 10  | Muntenegru | M       | Luka Tiodorović    |
| 11  | Muntenegru | M       | Bojan Kalezić      |
| 14  | Muntenegru | M       | Goran Jovanovic    |
| 16  | Muntenegru | A       | Miloš Jovanović    |
| 21  | Muntenegru | A       | Božo Milić         |
| 22  | Muntenegru | P       | Ivan Janjušević    |

| Nr. |            | Poziție | Jucător             |
| --- | ---------- | ------- | ------------------- |
| 24  | Muntenegru | F       | Aleksandar Kapisoda |
| 25  | Muntenegru | F       | Milko Novaković     |
| 26  | Muntenegru | M       | Vladimir Vujović    |
| 27  | Muntenegru | M       | Nenad Bošković      |
| 28  | Muntenegru | M       | Balsa Bozović       |
| 29  | Muntenegru | A       | Radislav Sekulić    |
| 30  | Muntenegru | M       | Marko Ćetković      |
| 33  | Muntenegru | P       | Marko Dabović       |
|     | Muntenegru | A       | Srđan Radonjić      |
|     | Serbia     | M       | Ajazdin Nuhi        |
|     | Serbia     | M       | Stevan Stošić       |